# Elecciones presidenciales de Bielorrusia de 2006
Las elecciones presidenciales de 2006 tuvieron lugar en Bielorrusia el 19 de marzo de 2006. El resultado fue la victoria del ya presidente Aleksandr Lukashenko, quien recibió el 84,4% de los votos. No obstante, los observadores occidentales consideraron que les elecciones no habían sido suficientemente transparentes o democráticas. La Organización para la Seguridad y la Cooperación en Europa (OSCE) declaró que las elecciones "no cumplieron con los compromisos de la OSCE para las elecciones democráticas". En cambio, los observadores electorales de la Comunidad de Estados Independientes (CEI) describieron la votación como abierta y transparente.

## Candidatos
El 17 de febrero de 2006, la Comisión Electoral Central aprobó la siguiente lista de candidatos:
- Aleksander Lukashenko, actual presidente, en el cargo desde 1994, no está asociado a ningún partido.
- Alaksandar Milinkievič, rival, candidato del partido de oposición Fuerzas Democráticas Unidas de Bielorrusia.
- Sergei Gaidukevich del Partido Liberal Democrático.
- Alyaksandr Kazulin del Partido Socialdemócrata Bielorruso.

## Conducta
Tanto el Parlamento Europeo como el Congreso de los Estados Unidos emitieron advertencias de que se impondrían más sanciones y acciones punitivas similares si se producían violaciones de los derechos humanos durante las elecciones. Estados Unidos ya había impuesto sanciones a Bielorrusia debido a problemas electorales pasados. La Ley de Democracia de Bielorrusia de 2004 permitió la prestación de asistencia a partidos políticos y ONGs. La misión de observación de la CEI comentó que "las declaraciones negativas hechas en la UE y los Estados Unidos son intentos de crear sentimientos negativos predeterminados en la comunidad internacional hacia los resultados electorales en Bielorrusia. Tales acciones hacia un estado soberano difícilmente cumplen con las normas del derecho internacional".
Durante los preparativos para las elecciones, varios georgianos que formaban parte del equipo de observadores de la OSCE fueron interceptados por la Guardia Fronteriza de Bielorrusia y puestos bajo custodia. Lukashenko también anunció que no se producirían protestas similares a las de las revoluciones Naranja, Rosa y Tulipán en Bielorrusia y afirmó que "no se utilizará la fuerza" para reclamar la presidencia.

## Resultados
El 19 de marzo, las encuestas a la salida del Parlamento mostraron que Lukashenko había ganado un tercer mandato de forma aplastante, en medio de acusaciones de fraude electoral y temores de violencia. La organización Gallup señaló que el Comité Bielorruso de Organizaciones Juveniles está controlado por el gobierno y publicó los resultados de sus encuestas de salida antes del mediodía del día de las elecciones, aunque los centros de votación cerraron a las 20:00.
| Candidato               | Partido                                    | Votos     | %    |
| ----------------------- | ------------------------------------------ | --------- | ---- |
| Alexander Lukashenko    | Independiente                              | 5 501 249 | 84.4 |
| Aleksandr Milinkévich   | Fuerzas Democráticas Unidas de Bielorrusia | 405 486   | 6.2  |
| Serguéi Gaidukévich     | Partido Liberal-Demócrata                  | 230 664   | 3.5  |
| Alaksandar Kazulin      | Partido Social-Demócrata                   | 147 402   | 2.3  |
| Contra todos            | Contra todos                               | 230 320   | 3.5  |
| Nulos o en blanco       | Nulos o en blanco                          | 115 532   | –    |
| Total                   | Total                                      | 6 630 653 | 100  |
| Fuente: Nohlen & Stöver |                                            |           |      |

## Reacciones

### Gobierno bielorruso
Las autoridades bielorrusas inicialmente prometieron aplastar los disturbios en caso de que se produjeran protestas a gran escala después de las elecciones. Más tarde, sin embargo, se utilizaron métodos de desgaste más sutiles para someter a los manifestantes. Lukashenko declaró la victoria y la derrota de la "Revolución de los Jeans", prometiendo no encarcelar a Milinkevich y Kozulin.
El 23 de marzo, el Tribunal Constitucional de Bielorrusia rechazó los recursos de la oposición. Lukashenko fue investido cinco días después de la elección.
El 24 de marzo, la policía bielorrusa disolvió días de protestas en el centro de Minsk contra la reelección del presidente Lukashenko, deteniendo a unos 460 manifestantes en una redada a primera hora. Los manifestantes rechazaron los pedidos de la policía de abandonar la plaza, foco de las protestas. Habían levantado tiendas de campaña y seguían protestando durante todo el día a pesar de las temperaturas bajo cero por la noche. Uno de los manifestantes detenidos llamó a Reuters por teléfono móvil y dijo que los estaban llevando a un centro de detención preventiva en la capital.
Según Moscow News, dos periodistas de la televisión estatal bielorrusa fueron presuntamente golpeados por fuerzas de la oposición durante una manifestación no autorizada en Minsk y fueron hospitalizados con heridas graves. El reportero del Primer Canal Estatal de Bielorrusia, Mikhail Kristin, sufrió una conmoción cerebral y el camarógrafo Dmitry Chumak sufrió una lesión en la columna vertebral. Los periodistas resultaron heridos durante los disturbios del sábado en la capital bielorrusa. Los miembros de la oposición lo calificaron de mentira.

### Oposición bielorrusa
Tras el anuncio de los resultados, se celebró una manifestación multitudinaria en la Plaza de Octubre de Minsk, ondeando la bandera blanca, roja y blanca de la Bielorrusia independiente, la bandera de Europa, así como banderas de otros países como Ucrania, Polonia, Rusia, Georgia e incluso Armenia.
La multitud de manifestantes que se reunió después de las elecciones -se estima que entre 5.000 y 10.000 personas. Fue la más grande que la oposición había reunido en años. Al día siguiente se instaló un campamento de tiendas de campaña en la Plaza de Octubre, en el centro de Minsk. El número de participantes en la manifestación de la oposición osciló entre 300 por la mañana y 5.000 por la tarde. Los principales líderes de la oposición habían convocado a que las protestas se prolongaran hasta el sábado, cuando se esperaba una gran manifestación, coincidiendo con el aniversario de la creación de la primera República independiente de Bielorrusia en 1918. A pesar de ello, el viernes por la noche la policía antidisturbios fue enviada al lugar de la protesta y 377 (460, según otras fuentes) participantes y periodistas fueron arrestados, desmantelando efectivamente la manifestación. La mayoría de los detenidos fueron condenados a penas de entre 5 y 15 días de prisión. Entre los arrestados había ciudadanos rusos, polacos, ucranianos, canadienses y georgianos. Las protestas fueron documentadas en la película "Plaza Kalinovski " del cineasta Jury Chaščavacki.

### Países occidentales
El informe oficial de la OSCE, publicado el 20 de marzo de 2006, concluyó que las elecciones presidenciales no cumplieron los compromisos de la OSCE en materia de elecciones democráticas. La OSCE, de la que Bielorrusia es miembro, afirmó que Lukashenko permitió que la autoridad estatal se utilizara de una manera que no permitía a los ciudadanos expresar libre y justamente su voluntad en las urnas, y que era evidente un patrón de intimidación y supresión de voces independientes.
El presidente checo Václav Klaus decidió no felicitar a Lukashenko por su reelección como presidente porque "el desarrollo de las elecciones presidenciales del domingo confirmó sus temores sobre la democracia en Bielorrusia". Klaus ya había criticado en su carta abierta a Lukashenko el año pasado por "las circunstancias muy discutibles de las elecciones parlamentarias y los cambios en la constitución que permitieron a Lukashenko postularse nuevamente para el cargo después de dos mandatos electorales". El ministro de Asuntos Exteriores checo, Cyril Svoboda, propuso invitar al líder de la oposición, Alexander Milinkevich, a la cumbre de la UE. Como su propuesta no tuvo éxito, invitó a Milinkevich a la reunión del Partido Popular Europeo que tendrá lugar antes de la cumbre de la UE.
Según la Agencia Checa de Noticias, Jan Rybar, periodista del diario checo Mlada fronta Dnes, fue atacado y golpeado durante una manifestación de la oposición en Minsk. Dijo que, en su opinión, había sido golpeado por agentes de la policía secreta bielorrusa KGB, pero no tenía ninguna prueba directa para demostrarlo.
El 24 de marzo, los líderes de la Unión Europea acordaron en una cumbre imponer sanciones a los líderes de Bielorrusia, incluida una posible prohibición de viajar a Lukashenko, después de su victoria en una controvertida elección presidencial. Los funcionarios dijeron que Lukashenko había ganado más del 80% de los votos. Un comunicado de los 25 líderes calificó al país como "una triste excepción... en un continente de sociedades abiertas y democráticas" y dijo que las elecciones habían violado las normas democráticas. "El Consejo Europeo ha decidido tomar medidas restrictivas contra los responsables de violaciones de las normas electorales internacionales, incluido el presidente Lukashenko", dijo la ministra de Asuntos Exteriores de Austria, Ursula Plassnik, tras la cumbre de la UE. No dio detalles, pero funcionarios de la UE dijeron que las medidas que se estaban considerando incluían prohibiciones de visas a aquellos acusados de presuntamente manipular las elecciones y posibles congelamientos de activos, pero no sanciones económicas contra la ex república soviética.